# Don't Tell Me (Madonna)
"Don't Tell Me" je drugi singl američke pjevačice Madonne s osmog studijskog albuma Music. Singl je izdan 21. studenog 2000. pod Maverick Recordsom. U Sjedinjenim Državama je izavanje singla odgođeno za 16. siječnja 2001. zbog velikog uspjeha prvog singla "Music".
Pjesma je uključena na kompilacije najvećih hitova GHV2 (2001.) i Celebration (2009.).

## O pjesmi
Tekst za pjesmu je izvorno napisao suprug Madonnine sestre, Joe Henry. On je prvi i snimio tu pjesmu pod nazivom "Stop" i uvrstio je na svoj album "Scar". Njegova supruga i Madonnina sestra, Melanie, je poslala demosnimku Madonni koja je uz pomoć Mirwais Ahmadzaï snimila svoju verziju. Pjevačica Lizz Wright je snimila jazz verziju pjesme i uvrstila je na svoj album iz 2005.
Madonna je izvela pjesmu 2001. na Drowned World Tour i 2004. na Re-Invention World Tour.
2003. su Madonnini fanovi i čitatelji Q-Magazinea birali 20 Madonninih najboljih singlova i ovu su pjesmu smjestili na 13. mjesto.
2005. je pjesma smještena na #285 magazina Blender 500 najboljih pjesama od vašeg rođenja.

## Uspjeh pjesme
"Don't Tell Me" je dospjela na 4. poziciju Billboardovih Hot 100 i provela 8 tjedana unutar Top 10. Veliki uspjeh je zabilježen na radio postajama (slično njenom singlu "Take a Bow"), a i isti uspjeh je napravila na Club Play Chart. Iako je pjesma provela samo 1 tjedan na vrhu klupske ljestvice (svi njeni prethodni dance hitovi su bili barem 2 tjedna), sveukupno se pjesma držala 14 tjedana na ljestvici, što je više i od prošlog singla "Music". Time se ovaj singl izjednačio s Madonninim najdugovječnijim singlom na ovoj ljestvici još od "Bedtime Story", sa singlom "Ray of Light". Također, ovo je Madonnin najveći hit na Adult Top 40 chart, gdje je dospjeo na 4. poziciju. Ujedno ovo je zadni Madonnin singl do danas koji je dospjeo u Top 10 na Hot 100 Airplay.
Mnogi fanovi su krivili Madonninu diskografsku kuću Warner Bros. što ovaj singl također kao i prethodni nije dospjeo na #1 Billboardovih Hot 100 jer je singl izdan prekasno. Neki vjeruju da je singl izdan samo koji tjedan ranije, da bi dospio na sam vrh ljestvice zbog snažne prodaje i airplaya. Ali ovako je ubrzo izdan sljedeći singl "What It Feels Like for a Girl" i pjesma "Don't Tell Me" je iugubila većinu pažnje prije nego što je trebala doživjeti najveći uspjeh airplaya.
U ožujku 2001. je singl dobio zlatnu certifikaciju. Ova 24. zlatna certifikacija Madonne ju je izjednačila s The Beatlesima po broju zlatnih certifikacija u SAD-u.
Pjesma je bila veliki uspjeh u svijetu s Top 5 u mnogim zemljama. Na #1 je dospjela u Kanadi, Novom Zelandu, Irskoj i Južnoj Africi. U Ujedinjenom Kraljevstvu je pjesma dospjela kao i u SAD-u na 4. mjesto. Često se može čuti da je ovo jedan od najuspješnijih Madonninih singlova u Irskoj.

## Glazbeni video
Glazbeni video za ovu pjesmu je osmislio Jean-Baptiste Mondino a snimljen je u listopdu 2000. Koreografiju je osmislio Alex Magno, koji je radio i na koreografiji za Drowned World Tour. Kuabojske kostime su osmislili Dsquared i Arianne Phillips. Video prikazuje Madonnu kako hoda po traci ispred velikog zaslona. Kasnije se pojavljuju kauboji koji s njom plešu po pijesku i izvode različite plesne točke.

## Popis pjesma i formata
| Američki 7" vinyl (7-16825), CD singl (9 16825-2) 1. "Don't Tell Me" (Album Version) - 4:40 2. "Don't Tell Me" (Thunderpuss' 2001 Hands In The Air Radio) - 4:26 Američki 2 x 12" vinyl (0-44910) - A1 "Don't Tell Me" (Timo Maas Mix) - 6:55 - A2 "Don't Tell Me" (Vission Remix) - 7:52 - B1 "Don't Tell Me" (Thunderpuss' 2001 Hands In The Air Anthem) - 10:20 - B2 "Don't Tell Me" (Vission Radio Mix) - 3:38 - C "Don't Tell Me" (Tracy Young Club Mix) - 11:01 - D1 "Don't Tell Me" (Victor Calderone Sensory Mix) - 6:48 - D2 "Don't Tell Me" (Thunderpuss' 2001 Hands In The Air Radio) - 4:26 Američki Maxi-CD (9 44910-2) 1. "Don't Tell Me" (Timo Maas Mix) - 6:55 2. "Don't Tell Me" (Tracy Young Club Mix) - 11:01 3. "Don't Tell Me" (Vission Remix) - 7:52 4. "Don't Tell Me" (Thunderpuss' 2001 Hands In The Air Anthem) - 10:20 5. "Don't Tell Me" (Victor Calderone Sensory Mix) - 6:48 6. "Don't Tell Me" (Vission Radio Mix) - 3:38 7. "Don't Tell Me" (Thunderpuss' 2001 Hands In The Air Radio) - 4:26 Europski 12" vinyl (9362 44955 0) - A1 "Don't Tell Me" (Thunderpuss Club Mix) - 7:53 - A2 "Don't Tell Me" (Vission Remix) - 7:52 - B1 "Don't Tell Me" (Tracy Young Club Mix) - 11:01 - B2 "Cyber-Raga" - 5:31 Europski 12" blue vinyl (9362 44968 0) - A1 "Don't Tell Me" (Timo Maas Mix) - 6:55 - A2 "Don't Tell Me" (Victor Calderone Sensory Mix) - 6:48 - B1 "Don't Tell Me" (Thunderpuss' 2001 Hands In The Air Anthem) - 10:20 - B2 "Don't Tell Me" (Album Version) - 4:40 | Njemački CD singl (5439 16790 2) 1. "Don't Tell Me" (Radio Edit) - 4:10 2. "Cyber-Raga" - 5:31 Njemački Maxi-CD (9362 44949 2), Japanski Maxi-CD (WPCR-10903) 1. "Don't Tell Me" (Radio Edit) - 4:10 2. "Cyber-Raga" - 5:31 3. "Don't Tell Me" (Thunderpuss Club Mix) - 7:53 4. "Don't Tell Me" (Vission Remix) - 7:52 Britanski CD singl 1 (W547CD1) 1. "Don't Tell Me" (Radio Edit) - 4:10 2. "Cyber-Raga" - 5:31 3. "Don't Tell Me" (Thunderpuss Club Mix) - 7:53 Britanski CD singl 2 (W547CD2) 1. "Don't Tell Me" (Album Version) - 4:40 2. "Don't Tell Me" (Vission Remix) - 7:52 3. "Don't Tell Me" (Thunderpuss Radio Mix) - 3:40 Europski Maxi-CD (9362 44977 2) 1. "Don't Tell Me" (Timo Maas Mix) - 6:55 2. "Don't Tell Me" (Thunderpuss' 2001 Hands In The Air Anthem) - 10:20 3. "Don't Tell Me" (Victor Calderone Sensory Mix) - 6:48 4. "Don't Tell Me" (Vission Remix) - 7:52 Australski Maxi-CD (93624-49692-2) 1. "Don't Tell Me" (Thunderpuss' 2001 Hands In The Air Anthem) - 10:20 2. "Don't Tell Me" (Timo Maas Mix) - 6:55 3. "Don't Tell Me" (Victor Calderone Sensory Mix) - 6:48 4. "Don't Tell Me" (Tracy Young Club Mix) - 11:01 5. "Don't Tell Me" (Thunderpuss' 2001 Tribe-A-Pella) - 8:31 6. "Don't Tell Me" (Video) - 4:41 |

## Službene verzije
Službene verzije
- Don't Tell Me (Album Version) 4:40
- Don't Tell Me (Instrumental Version) 4:40
- Don't Tell Me (A Capella) 3:03
- Don't Tell Me (Video Version) 4:38

Remixi
- Don't Tell Me (Timo Maas Mix) 6:56
- Don't Tell Me (Timo Maas Dub)
- Don't Tell Me (Victor Calderone Sensory Mix) 6:48
- Don't Tell Me (Vission Remix) 7:51
- Don't Tell Me (Vission Radio Mix) 3:48
- Don't Tell Me (Thunderpuss Club Mix) 7:50
- Don't Tell Me (Thunderpuss Radio Mix) 3:42
- Don't Tell Me (Thunderpuss 2001 Hands In The Air Anthem) 10:20
- Don't Tell Me (Thunderpuss 2001 Hands In The Air Radio Mix) 4:26
- Don't Tell Me (Thunderpuss Tribe-A-Pella) 8:31
- Don't Tell Me (Thunderdub) 8:54
- Don't Tell Me (Tracy Young Club Mix 1) 11:00
- Don't Tell Me (Tracy Young Club Mix 2) 11:08
- Don't Tell Me (Tracy Young Dub) 8:11
- Don't Tell Me (Dave Aude Funk Mix) 7:57

## Na ljestvicama
| Ljestvica                         | Pozicija |
| --------------------------------- | -------- |
| Australija                        | 7        |
| Austrija                          | 12       |
| Belgija (Flandrija)               | 27       |
| Belgija (Valonija)                | 15       |
| Danska                            | 15       |
| Europa                            | 2        |
| Finska                            | 3        |
| Francuska                         | 16       |
| Irska                             | 15       |
| Italija                           | 2        |
| Japan                             | 11       |
| Kanada                            | 1        |
| Nizozemska                        | 26       |
| Norveška                          | 6        |
| Novi Zeland                       | 1        |
| Njemačka                          | 22       |
| Španjolska                        | 1        |
| Švedska                           | 12       |
| Švicarska                         | 10       |
| Ujedinjeno Kraljevstvo            | 4        |
| SAD Billboard Hot 100             | 4        |
| SAD Billboard Pop Songs           | 4        |
| SAD Billboard Hot 100 Airplay     | 10       |
| SAD Billboard Singles Sales       | 1        |
| SAD Billboard Hot Dance Club Play | 1        |

| Država     | Certifikacija | Prodano  |
| ---------- | ------------- | -------- |
| Australija | zlatna        | 35,000+  |
| Francuska  | srebrna       | 125,000+ |
| SAD        | zlatna        | 500,000+ |